# Kébir Mezzour
Kébir Mezzour (en arabe : كبير مزور), est un footballeur international marocain qui évoluait au poste de milieu de terrain.

## Biographie
Kébir Mezzour commence sa carrière au Fath Union Sport de Rabat dans la catégorie des minimes en 1957, et intègre très rapidement l'équipe seniors à seulement 17 ans, qui évolue alors pour la première fois de son histoire, en deuxième division marocaine. Lancé par son coach Lucien Hazza, il joue son premier match face à la DH El Jadida que le FUS remporte 4-1. Cette saison-là, le FUS remonte en première division.
C'est le début de sa longue carrière au FUS, avec lequel il remportera un championnat de deuxième division en 1962, et deux coupes du Maroc en 1967 et 1973. Le club vit alors ses moments de gloire avec les meilleurs générations de l'histoire du FUS.
Il est meilleur buteur du championnat du Maroc lors de la saison 1962-1963 en inscrivant 17 buts.
Après sa carrière de joueur, il entraîne le FUS de Rabat pendant plusieurs saisons.

## Palmarès
Fath Union Sport :
- Coupe du Maroc
  - Vainqueur : 1967 et 1973

- Championnat du Maroc D2
  - Champion : 1962